# 貝爾法斯特 (紐約州普查規定居民點)
貝爾法斯特（英語：Belfast）是位於美國紐約州亞利加尼縣的普查規定居民點。

## 人口
根據2020年美國人口普查的數據，貝爾法斯特的面積為4.08平方千米，當中陸地面積為4.01平方千米，而水域面積為0.07平方千米。當地共有人口745人，而人口密度為每平方千米182.6人。